# Nagymaros
Nagymaros (németül: Grossmarosch vagy Freistadt, szlovákul: Veľká Maruša) egy város Pest vármegyében, a Szobi járásban.

## Fekvése

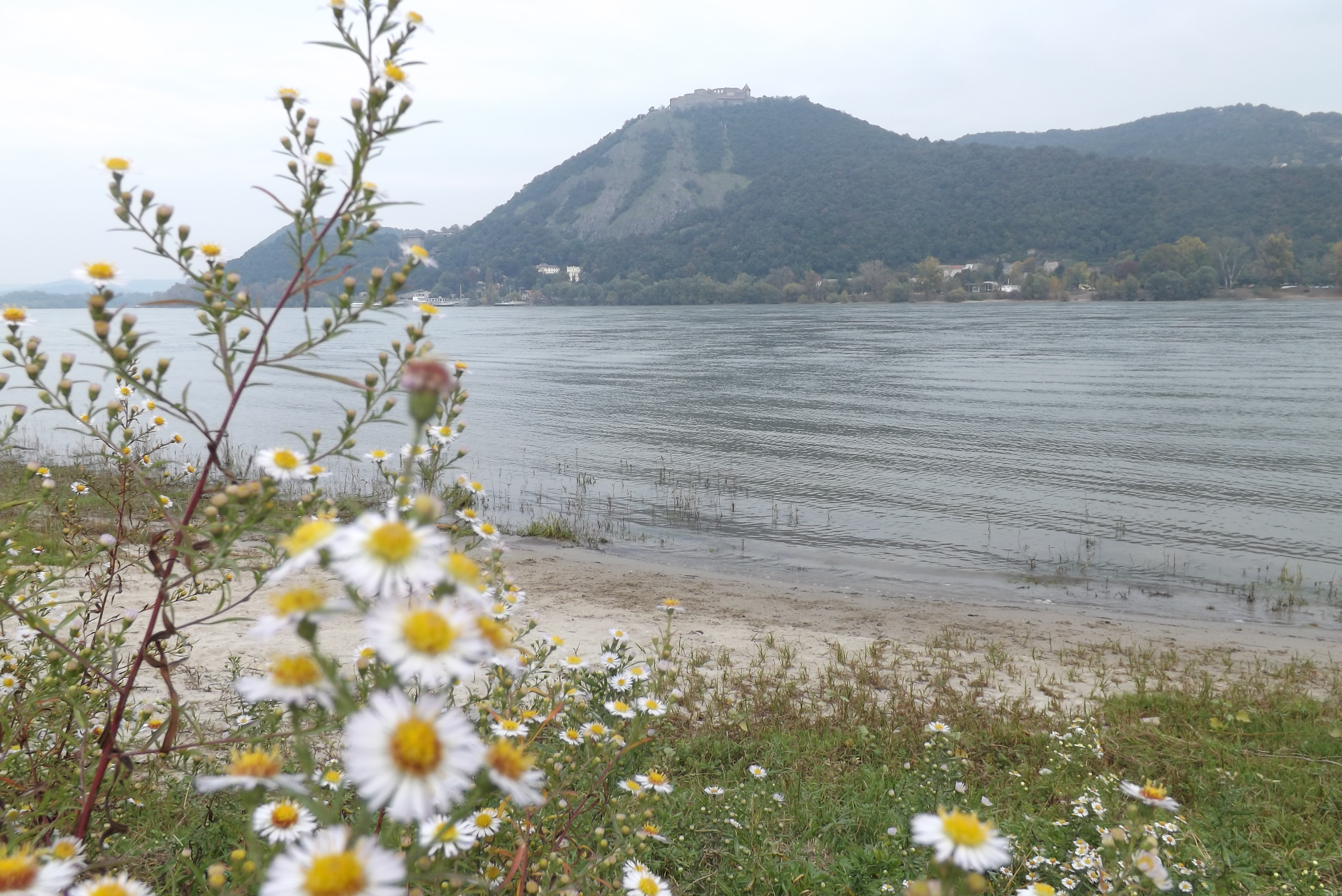
A Duna és a Visegrádi vár Nagymarosról

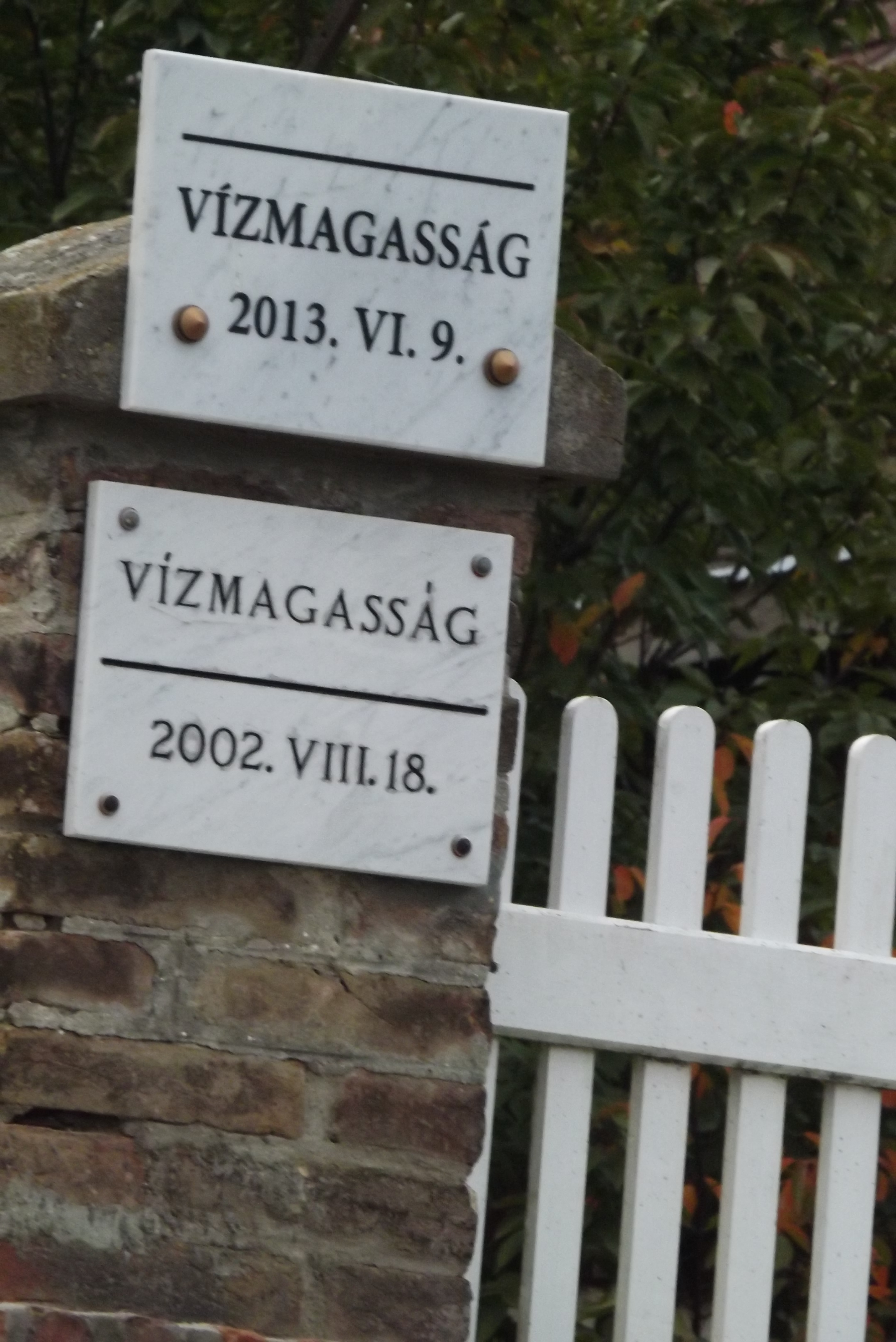
Árvízmagasság-jelző táblák a Duna-parti sétányon

Pest megyében, Váctól nyugatra, Budapesttől 52 kilométerre északnyugatra, a 12-es főút mentén, Visegráddal szemben; távolsága ez utóbbi településtől légvonalban valamivel kevesebb mint egy kilométer. Központján a 12-es főút halad végig, fontos belterületi útja még a településnek a 12 128-as út. Kóspallaggal a 12 106-os út köti össze, hajóállomásának közúti megközelítését pedig a főút felől az alig több mint száz méter hosszú 12 307-es út biztosítja.
Végighalad a településen, a Dunával és a 12-es úttal párhuzamosan a Budapest–Szob-vasútvonal is, melynek három megállási pontja is van itt: a központban Nagymaros-Visegrád megállóhely, a belterület délnyugati, Zebegény felőli végén Nagymaros vasútállomás, valamint attól még nyugatabbra Dömösi átkelés megállóhely, ahol a vonatok 2021. 06. 19. óta megállás nélkül áthaladnak.

### Földrajza
A Dunakanyarban, a Visegrádi-szoros áttöréses völgyében, a Duna bal partján, a Börzsöny lábánál helyezkedik el, szemben a visegrádi Fellegvárral és a Visegrádi-hegységgel. Megközelíthető vasúton a Budapest–Szob-vasútvonalon Nagymaros-Visegrád vagy Nagymaros állomáson leszállva, menetrendi kirándulóhajóval, szárnyashajóval Budapestről és Esztergomból is, vagy Visegrádról komppal, esetleg a 12-es országúton gépkocsival.
Egyéb belterülete Svábhegy; külterületi településrészei Alsómező, Aranyos, Foglárdűlő, Hátlópatak, Kóspallagi út, Köbölvölgy, Latorvölgy, Magyarvölgy, Mihályhegy, Mosompatak, Remetehegy, Rigóhegy, Somdűlő, Törökmező, Vasúti őrházak

## Története
Nagymaros múltjához a vele szemben, a Duna jobb partján, magas sziklabércen emelkedő középkori királyi székhely, Visegrád története is szorosan hozzáfűződik.
A Visegráddal szembeni oldal keskeny földnyelvére épült Maros az uralkodók kedvelt tartózkodási helye volt Nagy Lajos, Zsigmond és Mátyás korában.
A Visegráddal szembeni Maros síksága különösen alkalmas volt lovagi játékok megtartására,
melyek főleg Mátyás korában virágoztak, de a bécsi Udvarnak 1572-ben a török Portára, Konstantinápolyba tartó királyi követei is említik a marosi lovagi játékokat, mikor hajón érkezve Maroson néhány órára kikötöttek. Ungnad Dávid Omichius által tíz évvel később kinyomtatott naplójában erről ez olvasható: „Eljutottunk két mérföldnyire Esztergomtól, egy bal parton fekvő mezővárosba, melyet Marosnak hívnak. Az udvari népnek az említett Maros mezővárosban a lovagi játékokkal sok öröme volt.”
Maros ez időkben a főurak ideiglenes tartózkodási helye volt, ahol kúriákat építettek maguknak.
Kereskedőket is vonzott a helység, akik hajókon érkező áruikkal a visegrádi harmincadon
lerótták vámkötelezettségüket s Maroson már értékesíthették azokat.

### Maros az Árpád-korban

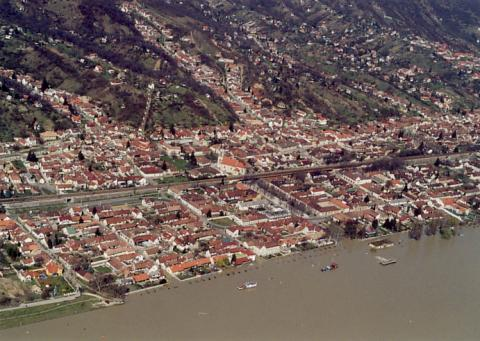
Nagymaros légifotója

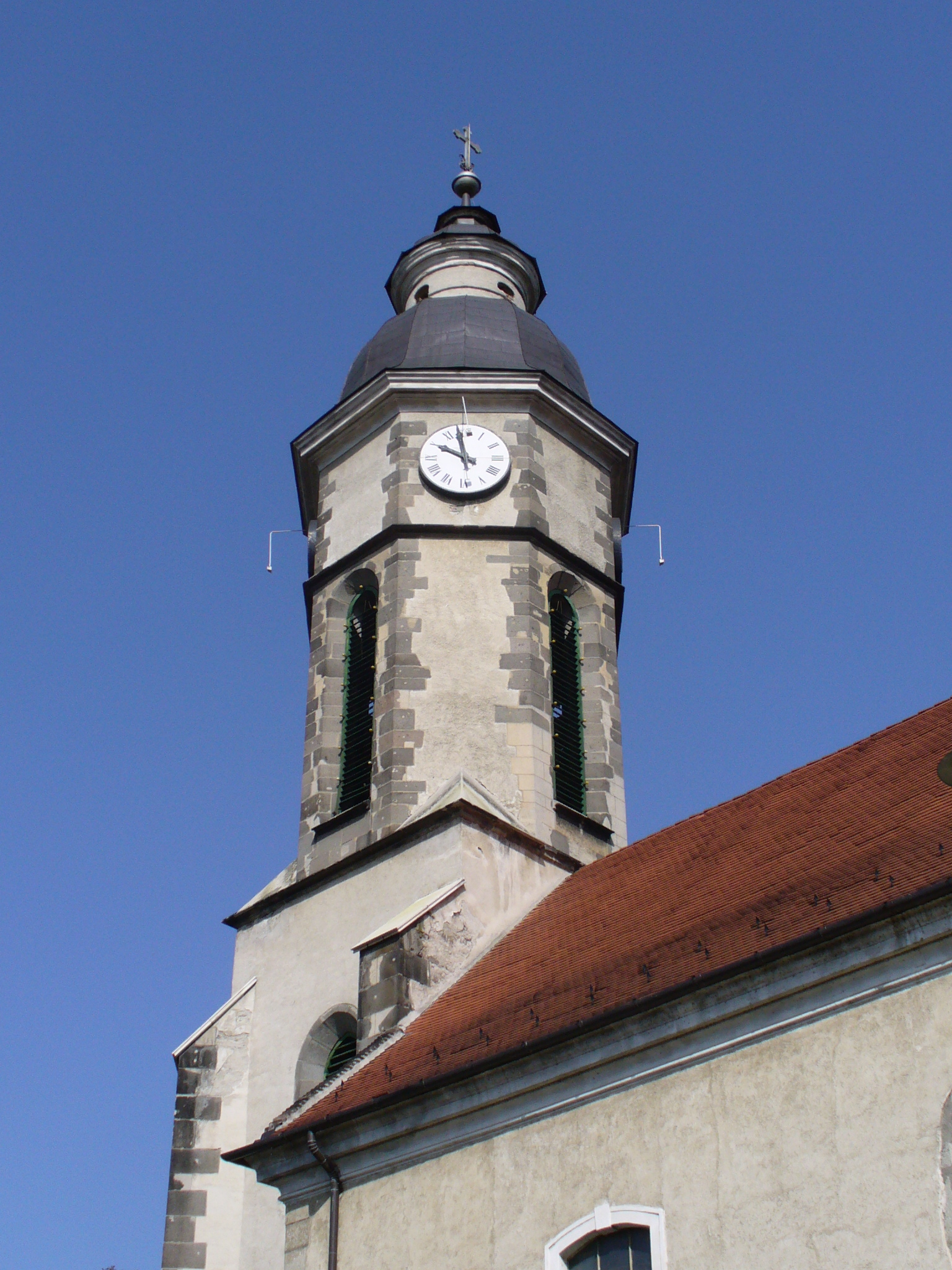
A nagymarosi katolikus templom tornya

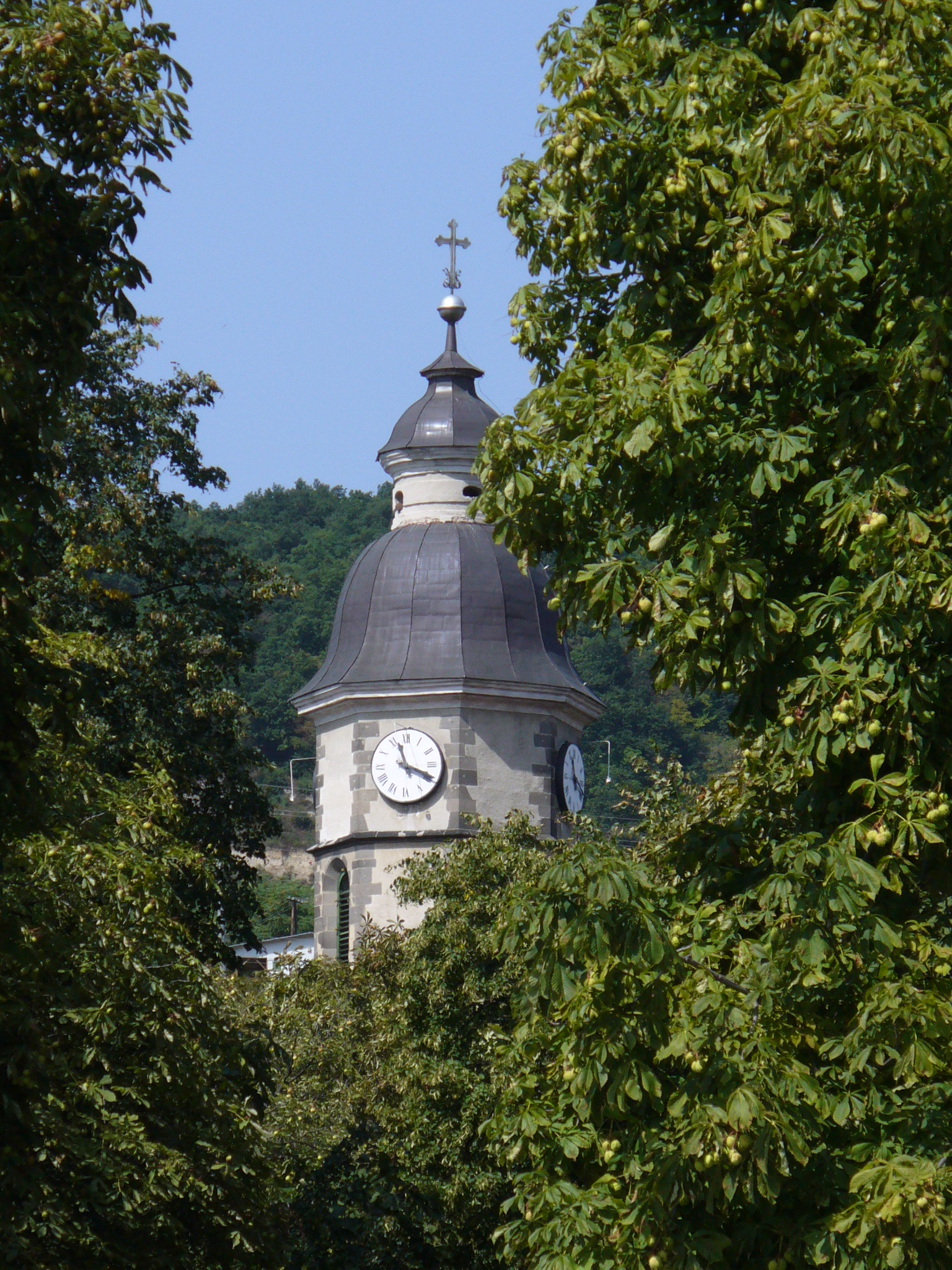
A nagymarosi katolikus templom

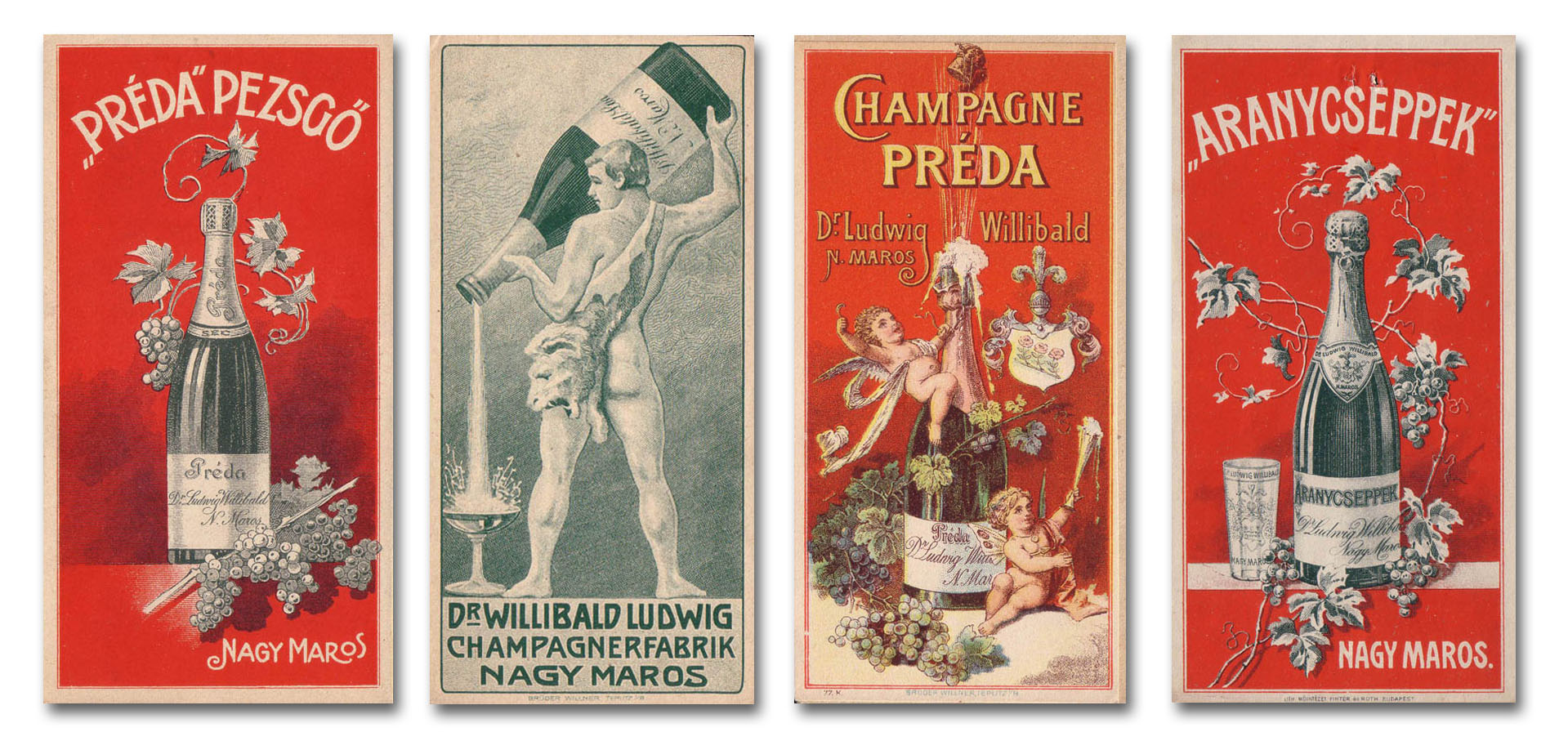
A régi Nagymaros egyik legismertebb terméke a pezsgő volt. Reklámok az 1900-as évek elejéről

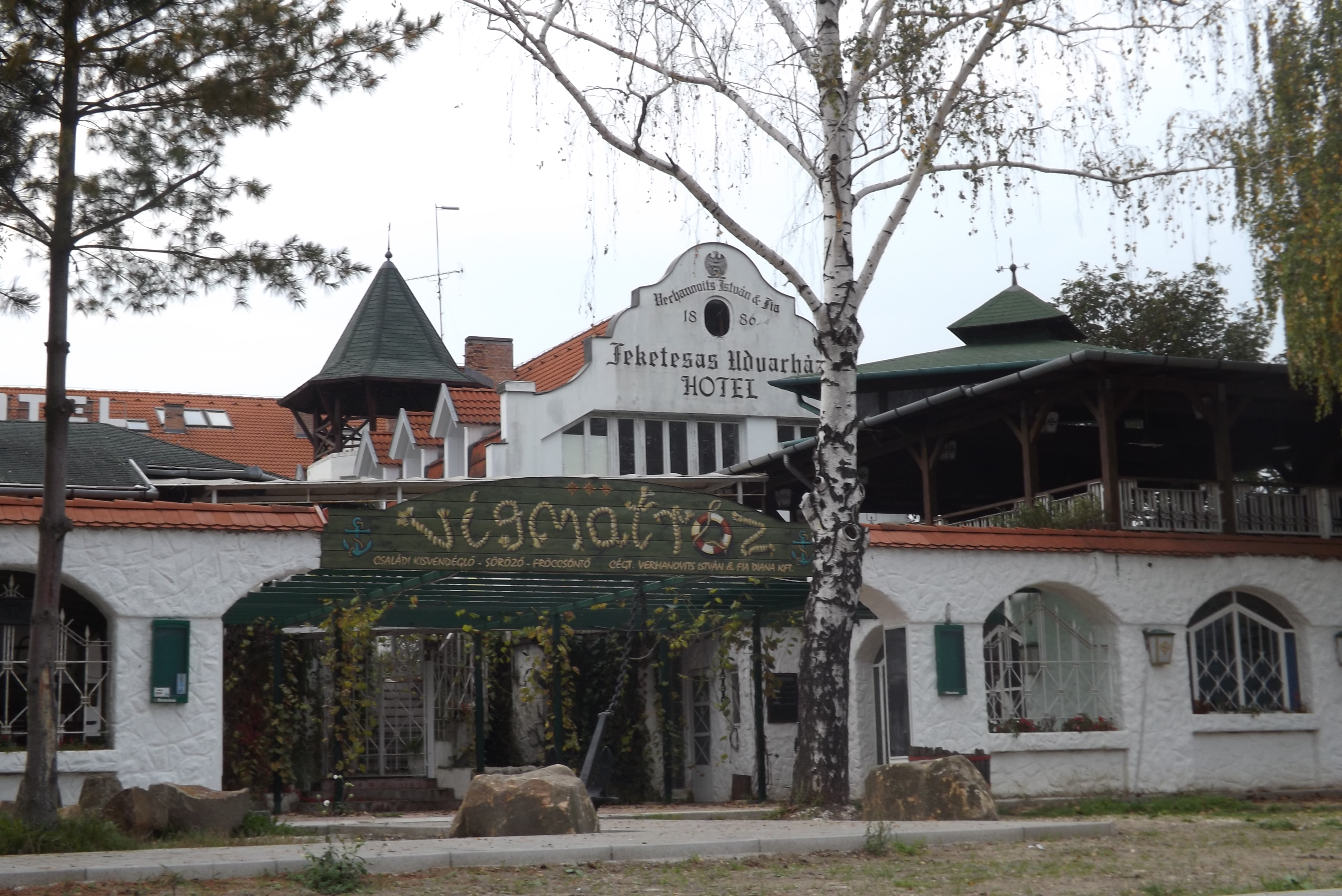
Nagymaros, Fekete Sas fogadó

Visegrád már 1002-ben királyi várispánság központja, ekkor Maros már lakott hely lehetett, 1241-ben mindkettő megszenvedi a tatárpusztítást. Első írásos említése 1257-ben történt Morus néven. IV. László király 1285-ben Rosd nemzetségbeli Herbord fiainak, Márknak és Miklósnak Morus nevű földjét Visegrádhoz csatolta, s cserébe adta a Pilisi erdőőrök Bogud nevű földjét.
A tatárok által kipusztított lakosság helyébe német származású telepesek (hospesek) érkeztek ide, és a szomszédos Verőcére, mely a váci püspök birtoka volt. III. András király halászati jogot adományozott a Duna fele részén a marosi hospeseknek Leustak szigetétől Ipulthunig.
1298-ban a dömösi prépostság és káptalan tiltakozására azonban a halászati jog kiváltságát a király visszavonta – elismerve, hogy az egész folyamszakasz teljes terjedelmében az egyház tulajdonába tartozik.

### Az 1300–1400-as évek
Az Árpád-ház kihaltát követő trónviszályok idején Károly Róbert királynak 1316-ban sikerült Visegrádot elfoglalnia, de csak 1323-tól tartózkodott ott udvarával.
Károly Róbert 1324-ben Maros lakóit Buda város kiváltságaival ruházta fel, s Marost Visegrád ikervárosává nevezte ki. Ekkor foglalta írásba Maros kiváltságait is, mely oklevél szerint Győrtől Visegrádig, s onnan Földvárig (Dunaföldvár) a Dunán vámmentességet élveznek. Maros a városi kiváltság elnyerését Károly Róbert király iránti hűsége jutalmaként a címeres pecsétjén látható páncélos gyalogos szolgálatán kívül közvetítő kereskedelmével nyújtott érdemei elismeréseként kapta, hasonlóan Buda polgárainak kiváltságaihoz.
Maros a városi jogot elnyerve, kiváltsága szerint szabad halászatot kapott a váci püspökség birtokának verőcei határától az Ipolyig. A közösség vám- és harmincadmentességét tartalmazta a privilégium, továbbá a szabad bíró- és papválasztást, az önálló bírói ítélkezési-, a szabad birtoklási- és örökösödési jogot; a magvaszakadt polgár vagyonát csak a plébánosra lehetett hagyományozni, aki csak az egyház javára hasznosíthatta. A Pilis erdőben a lakosoknak szabad volt saját szükségletre a favágás ház, vagy kúria építéséhez.
A lakosok kötelezettsége volt minden kedvezményekkel szemben az egyháznak tized szolgáltatása a megtermelt gabonából és borból, a királynak a dunai viza (Huso huso)
halászatából negyedrész odaajándékozása és évente három alkalommal „tisztességes” ajándékkal való kedveskedés.
Károly Róbert Maros számára adott kiváltságlevelének egyik követelménye volt, hogy a kifogott vizák egynegyedét a mindenkori királyi udvarnak ajándékozzák. A dunai halászatból, s főleg a vizahalászatból Maros jelentősen kivette a részét. A királyon kívül vizafogásra kötelezte a várost a királyi birtok kezelője, a Pozsonyi Kamara is. A pozsonyi Kamara rendszerint a tavaszi fogásból kérte a viza küldését, „mely még a nagy hét előtt minden bizonnyal ott legyen”, mert böjtben a király asztalára szánták.
A település elsősorban Károly Róbert 1324. április 22-én adományozott privilégiumának köszönhette felemelkedését, melyet majdnem minden utódával megerősíttettek. Fia Nagy Lajos király 1345. április 20-án átírja és megerősíti atyja eredeti oklevelét.
Utóda Zsigmond király 1388. június 17-én, majd 1436. július 8-án írja át, és erősíti meg 1388-ban kelt saját oklevelét.
Legközelebb Hunyadi Mátyás király 1464. június 7-én, majd II. Ulászló király 1492-ben erősíti meg elődei kiváltságlevelét.
A város első fennmaradt pecsétjét 1543-ban vésették, korábbi századokban használt, sajnos, nem maradt fenn.

### Az 1500–1600-as évek
A Habsburg uralkodók közül I. Ferdinánd 1528. január 25-én, majd fia Miksa 1571. november 7-én ismerte el és erősítette meg elődei kiváltságlevelét.
A dunai halászat továbbra is jelentős szerepet játszott a város életében. Ez főleg a viza halászatából állott: 1615-ben például a királyi hivatalnokok azt kifogásolták, hogy a marosiak csak vizából adnak ajándékot, viszont a többi dunai halászok a tok, sőre, nester, kevsege, csuka, ponty és egyéb halakból is a harmadát adják.
A tizenöt éves háború és az azt követő közel fél évszázad alatt a marosiak a pozsonyi Kamarának hol benyújtották, hol visszakérték féltve őrzött privilégiumukat.
Az 1683-ban megindult felszabadító háború alatt Marost közvetlen zaklatják az átvonuló szövetséges hadak, melyek ellen ismét a privilégium nyújtana védelmet.
1684-ben, mikor a közeli Vác rövid időre felszabadult, Maros elöljárósága I. Lipóthoz fordult kiváltságlevele újbóli átírása, megerősítése végett. A királyi megerősítés 1686. május 19-én kelt, magába foglalja Károly Róberttől kezdve az összes utódokét. Amire azonban ezt kézhez kaphatták volna – a város a közben többször átvonuló hadak áldozatául esett. A lakosság elmenekült, csak két év múlva, 1688-ban a török kiűzése után tért vissza otthonába.

### Az 1700-as évektől napjainkig
A török kiűzése után visszatért lakosságot előbb a felállított Budai Kamara akarta megadóztatni, majd 1700. július 20-án I. Lipót király Visegrád várát és erdőségeit Nagymarossal, Szentendrével, Nagy- és Kisoroszival együtt Kontzin Volcardo grófnak adományozta. Az új földesúr 1713-ban bekövetkezett halálával újabb adományozás folytán gróf Stahremberg Tamás kezére került.
Az adományozás azonban mindkét esetben jogtalan volt, mivel egyik koronabirtok sem tartozott a király által adományozható jószágok közé. Maros ugyanis Visegráddal, Kis- és Nagy Oroszival együtt a Szent Korona tulajdonában volt, azaz koronabirtokot képezett.
Földesura maga a király volt, de még az uralkodónak sem állt jogában eladományozni vagy más módon elidegeníteni a jószágokat, ellentétben a Kamarabirtokokkal, melyek fiági magvaszakadás vagy hűtlenség miatt elkobzás révén háramlottak vissza magán földesuraktól a királyra mint az ország minden birtokának eredeti urára.
1737-ben az I. Lipót által jogtalanul elajándékozott Marost a Kamara vissza is váltotta a Stahremberg családtól.
1709-ben a pestisjárvány idején teljesen elnéptelenedett, majd 1715 és 1735 között németek települtek be Mainz környékéről, akik újra benépesítették a települést. Nagymaros lakossága 1765-re már 1053 főre emelkedett.
1920 és 1923 között Hont vármegye Magyarországon maradt részének székhelye.
1946-1948 között a német lakosság egy részét kitelepítették, és helyükre a csehszlovák–magyar lakosságcsere keretében felvidéki magyar családokat költöztettek be.
A település mellé tervezett dunai vízerőmű munkálatait a kormány 1989. május 13-án leállíttatta.
Városi rangot 1996-ban kapott.

## Közélete

### Polgármesterei
- 1990–1994: Ormándy József (MDF-SZDSZ)[5]
- 1994–1998: Zoltai Mihály (KDNP–MDF–SZDSZ)[6]
- 1998–2002: Zoltai Mihály (Fidesz–MKDSZ)[7]
- 2002–2006: Edöcsény András (független)[8]
- 2006–2008: Petrovics László Ferenc (független)[9]
- 2009–2010: Petrovics László (független)[10]
- 2010–2014: Petrovics László Ferenc (független)[11]
- 2014–2019: Petrovics László Ferenc (független)[12]
- 2019–2024: Heinczinger Balázs (független)[13]
- 2024– : Petrovics László (független)[1]

A településen 2009. január 25-én időközi polgármester-választást (és képviselő-testületi választást) kellett tartani, az előző képviselő-testület önfeloszlatása miatt. A választáson a hivatalban lévő polgármester is elindult, és meg is nyerte azt.

## Népesség
A település népességének változása:
| Lakosok száma | 4756 | 4709 | 4821 | 5042 | 5036 | 5085 | 5052 |
|               | 2013 | 2014 | 2018 | 2021 | 2022 | 2023 | 2024 |

A 2011-es népszámlálás során a lakosok 88%-a magyarnak, 6,8% németnek, 1,1% cigánynak mondta magát (11,8% nem nyilatkozott; a kettős identitások miatt a végösszeg nagyobb lehet 100%-nál). A vallási megoszlás a következő volt: római katolikus 57,6%, református 5,6%, evangélikus 0,7%, görögkatolikus 0,3%, felekezeten kívüli 12,1% (22,8% nem nyilatkozott).
2022-ben a lakosság 88,1%-a vallotta magát magyarnak, 5,5% németnek, 3,1% cigánynak, 0,2% szlováknak, 0,1-0,1% románnak, lengyelnek, szerbnek, örménynek ás horvátnak, 4,4% egyéb, nem hazai nemzetiségűnek (11,5% nem nyilatkozott; a kettős identitások miatt a végösszeg nagyobb lehet 100%-nál). Vallásuk szerint 43,7% volt római katolikus, 5,4% református, 0,8% evangélikus, 0,3% görög katolikus, 0,1% ortodox, 0,6% egyéb keresztény, 0,8% egyéb katolikus, 11,1% felekezeten kívüli (36,6% nem válaszolt).

## Látnivalók
- Római katolikus templom: A 14. században épült. A lent négyzet, a második emelettől fölfelé nyolcszögletű torony a 15. század végén az oromfalas hajó mellé épült. A torony nyolcszögletű felső szakasza a 15. században kétemeletesre épült, és két sátorral lehetett fedve. Ma egy és fél emeletes. A harmadik emeleten a fő homlokzatnak megfelelő csúcsíves lezárású, kőkeretezésű könyöklő párkányos, ferde bélletű ablaka van. Közvetlenül az ablakzáradék felett húzódik a harmadik és negyedik emeletet szétválasztó, az egész toronytestet körülfutó övpárkány. E felett alacsony dob, az egykori negyedik emelet maradványa. A hajóhoz épített torony az egykori 14. századi oromfalat jelentékeny részben eltakarja. A hajóhoz egyszakaszos, a nyolcszög három oldalával záró támpilléres gótikus szentély és téglány alaprajzú sekrestye kapcsolódik. A torony alatti négyzetes előcsarnokba a homlokzati gótikus keretű kapun át jutunk. A főbejárattal szemben csúcsívben záródó kapukeret-zárókövén 1509-es évszám. A templom északi oldalán 14. századi vörös márvány sírkőlap volt, amely a visegrádi Mátyás király Múzeumba került.
- Református templom: A templomot 1798-ban építették, a Türelmi Rendelet miatt torony nélkül. A tornyot az 1934-es felújításakor, id. Kós Károly tervei alapján építették hozzá.[17]
- Kittenberger Kálmán szobra
- Kittenberger Kálmán Emlékház
- Julianus barát-kilátó
- Ereklyés Országzászló
- Rókus-kápolna
- Kálvária kápolna
- Szent István és Gizella királyné szobra
- Szent Márton és a koldus szobra
- Az Élet fája: a Csodaszarvast felidéző kút Seregi György alkotása
- Német Nemzetiségi Tájház, Nyár utca 2. szám alatt.

## Közlekedés

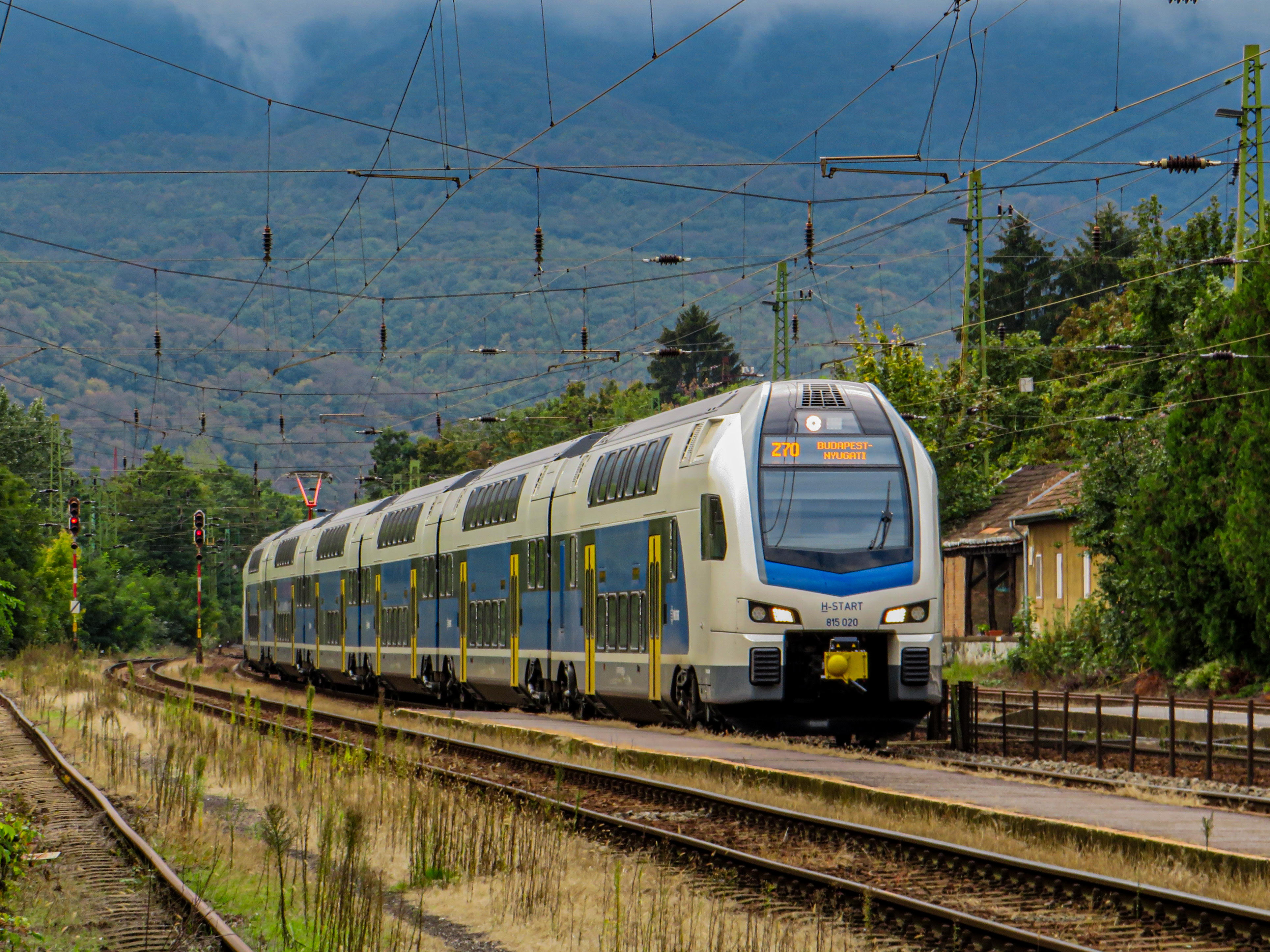
Új Stadler KISS motorvonat érkezik Nagymaros vasútállomására

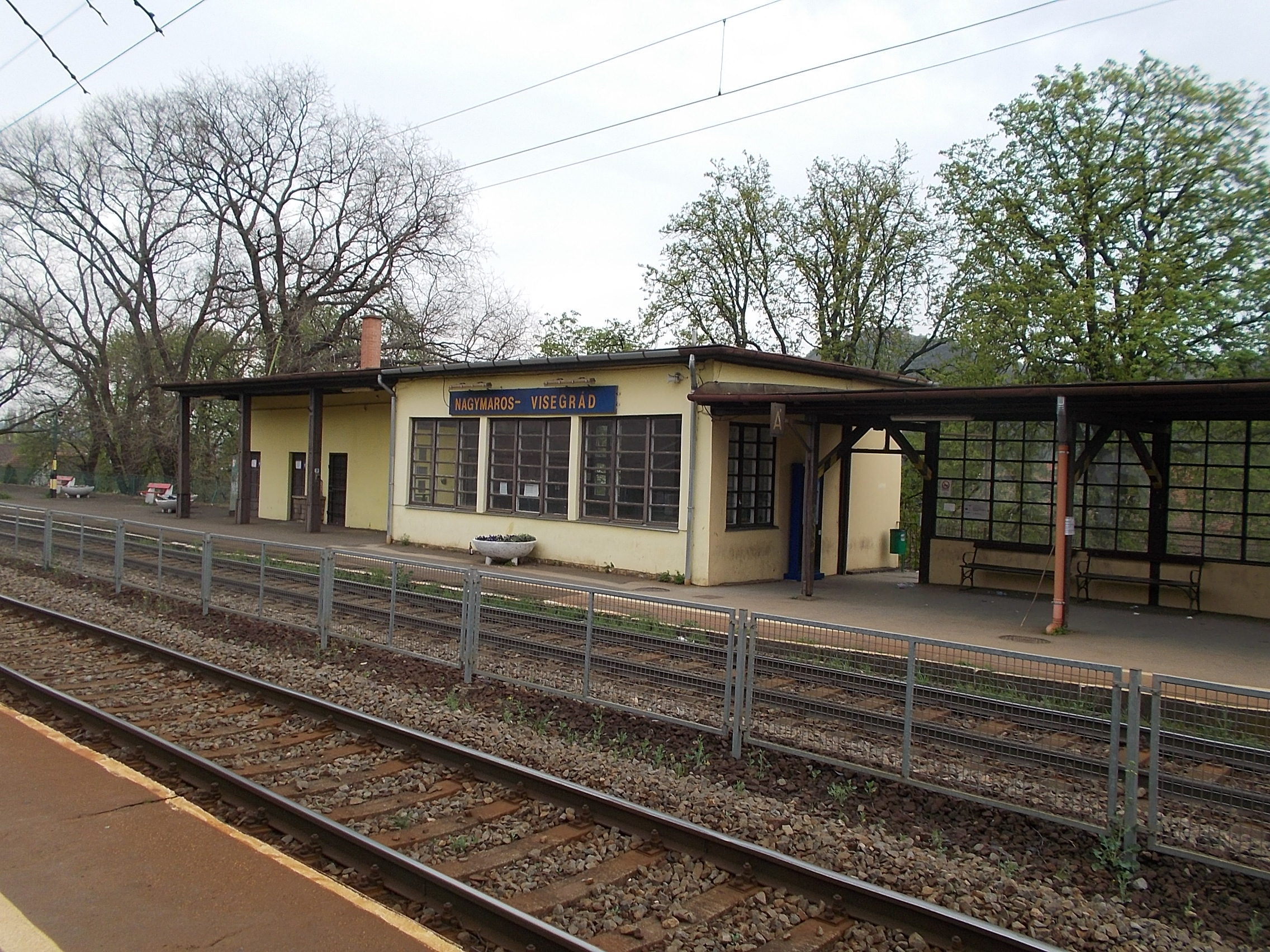
A forgalmasabb Nagymaros-Visegrád megállóhely

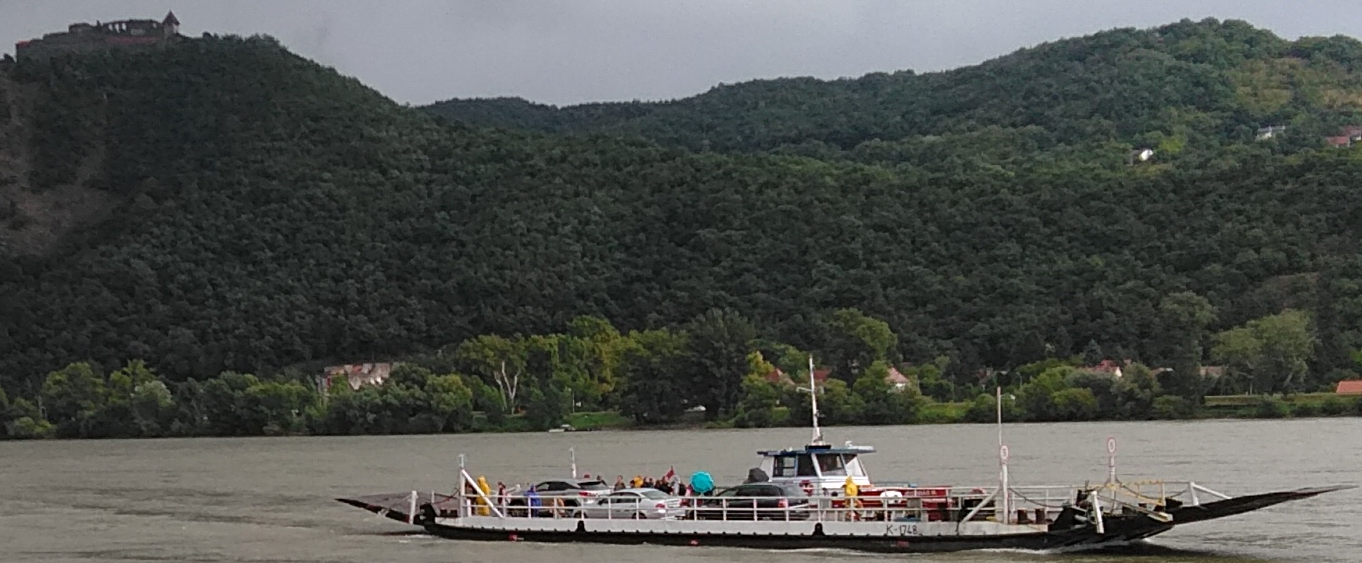
A Nagymaros és Visegrád között ingázó komp érkezik a nagymarosi kikötőbe

### Közúti
Az M2-es autóútból és a 2-es főútból Váctól északnyugatra ágazik ki a Duna bal partján Szobig haladó 12-es főút, amely Váci út és Millenium sor néven szeli át a várost. Menetrend szerinti autóbuszjárat nincs a városban.

### Vasúti
A város a Duna bal partján, a Budapest–Szob-vasútvonalon elhelyezkedő Nagymaros-Visegrád megállóhelyen és Nagymaros vasútállomáson közelíthető meg.

### Vízi
A nyári szezonban a MAHART-Passnave kirándulóhajói a budapesti Vigadó téri hajóállomásról naponta többször indulnak a Dunakanyar térségébe. Visegrádra pedig egész évben a Z70-es zónázó személyvonatokhoz igazítottan kompjárat jár át óránkénti gyakorisággal.

## Galéria

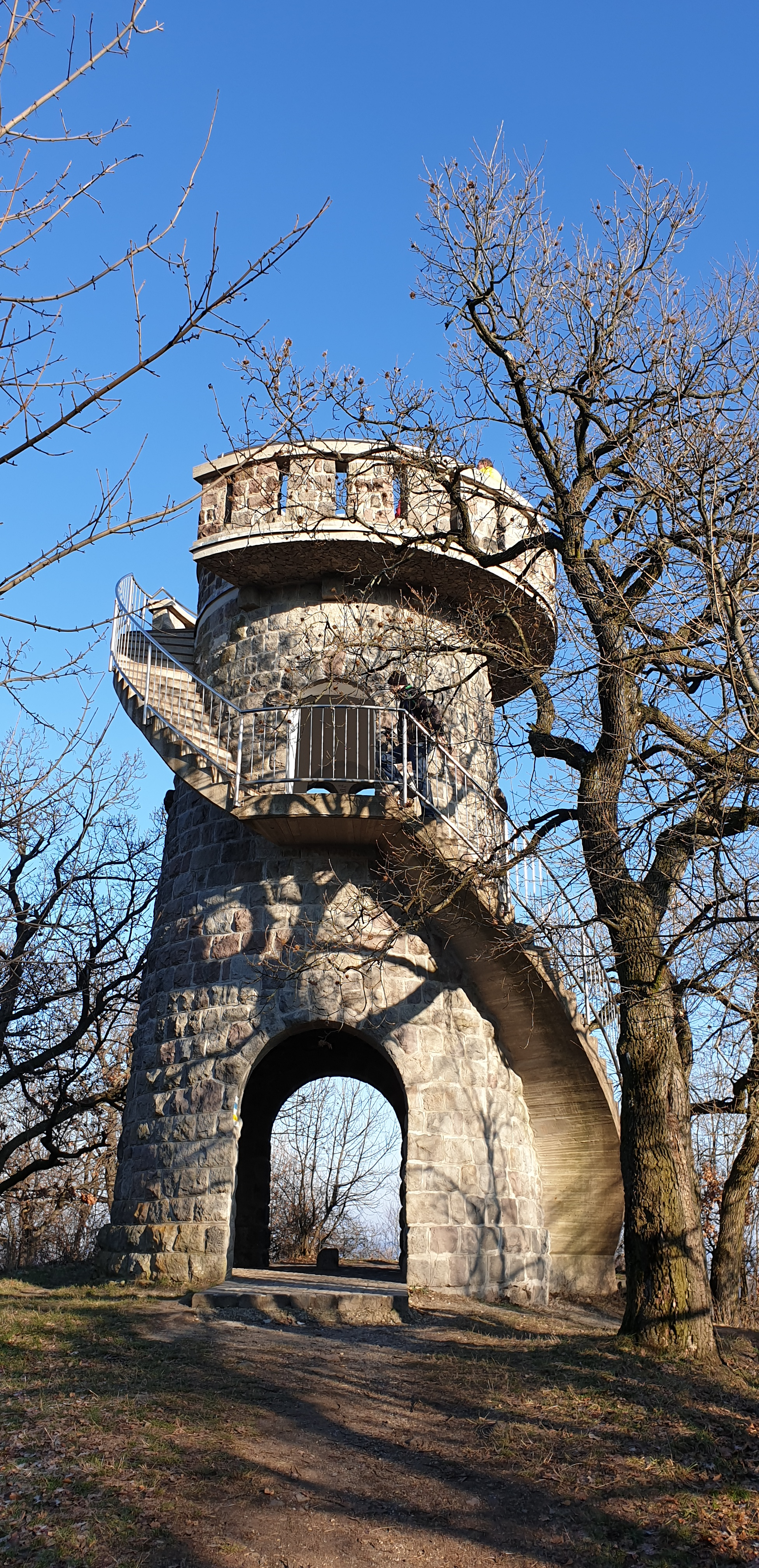
A 465 méter magas Hegyes-tetőn álló Julianus kilátó
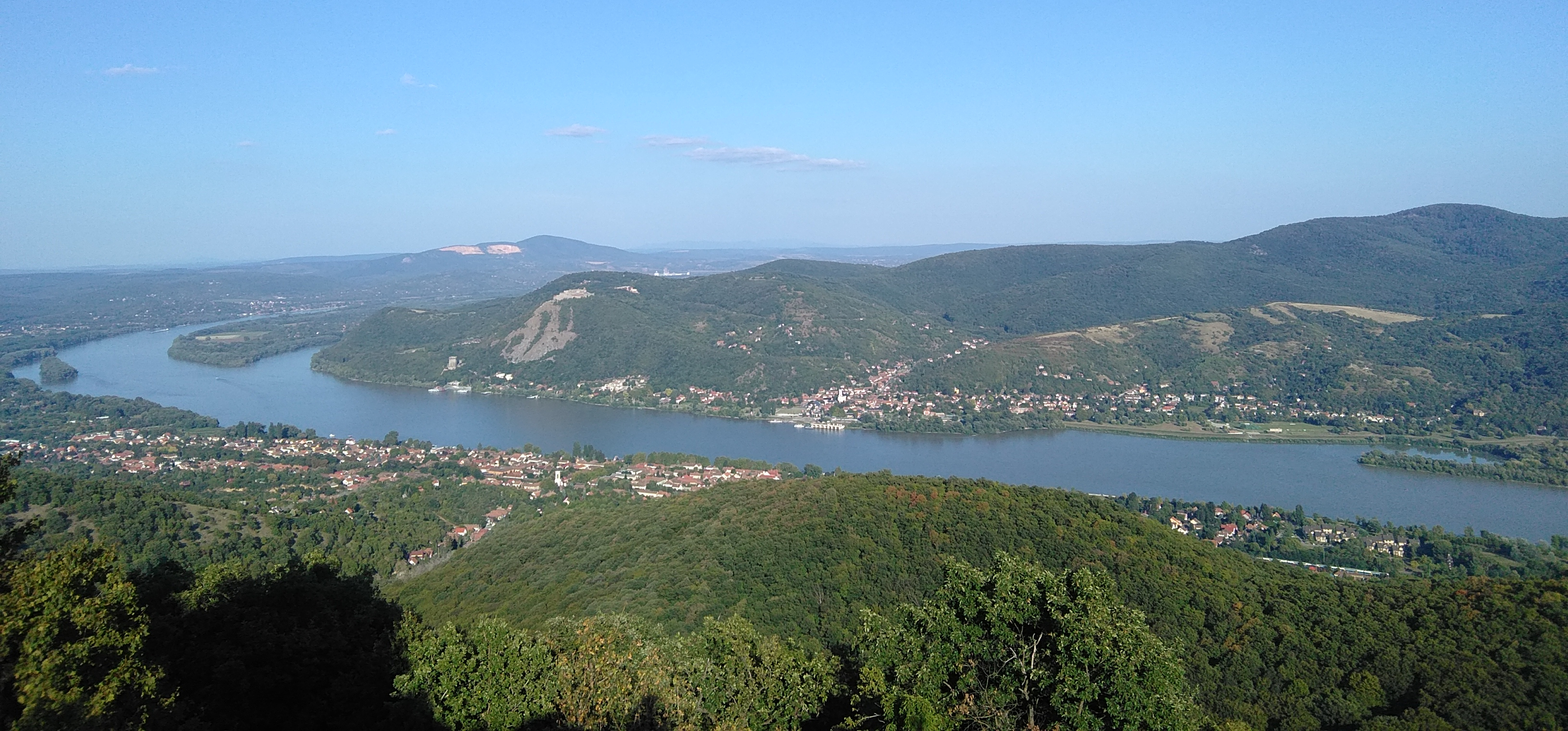
Nagymaros és Visegrád a kilátóból
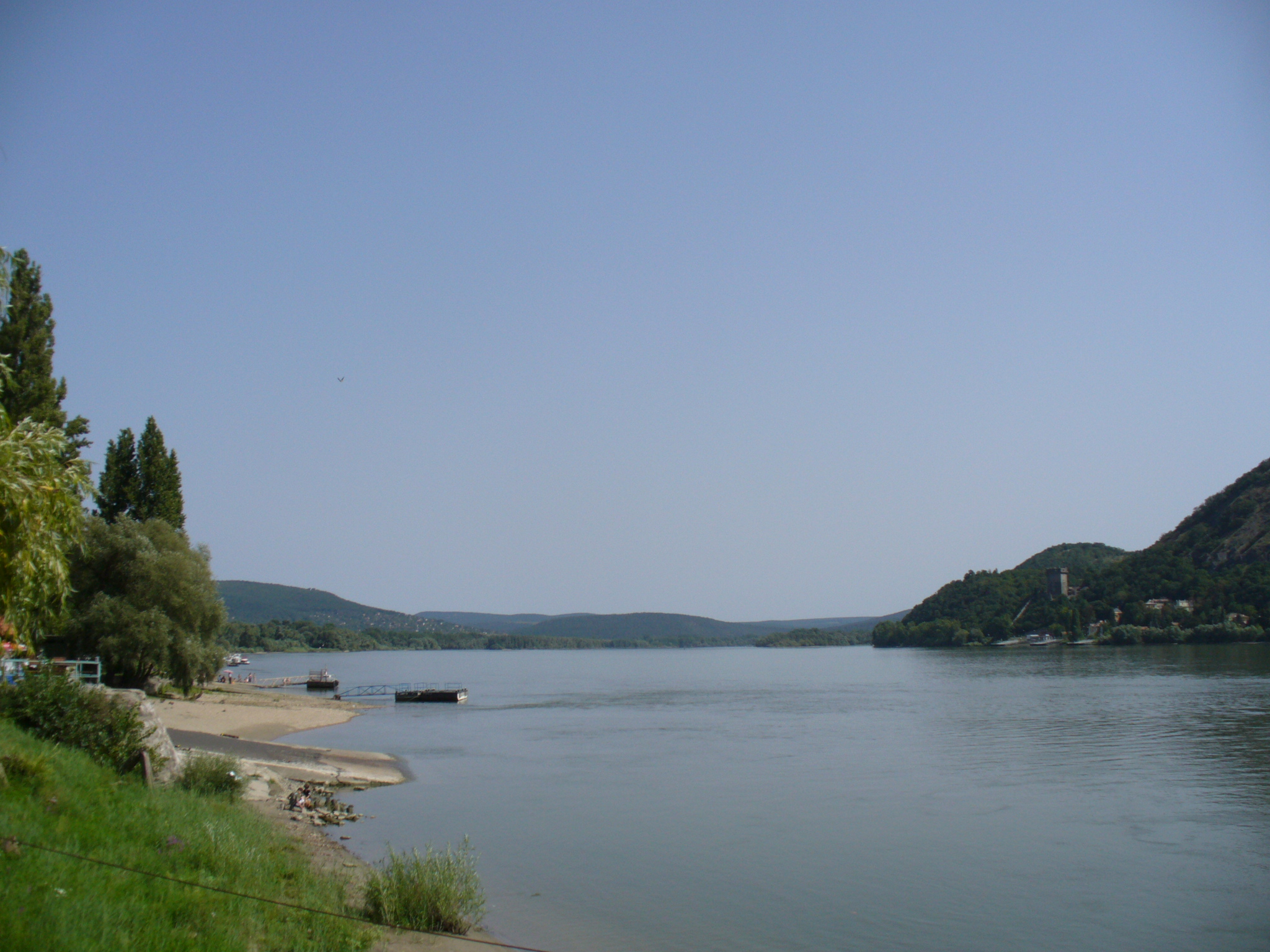
A Duna Nagymarosnál
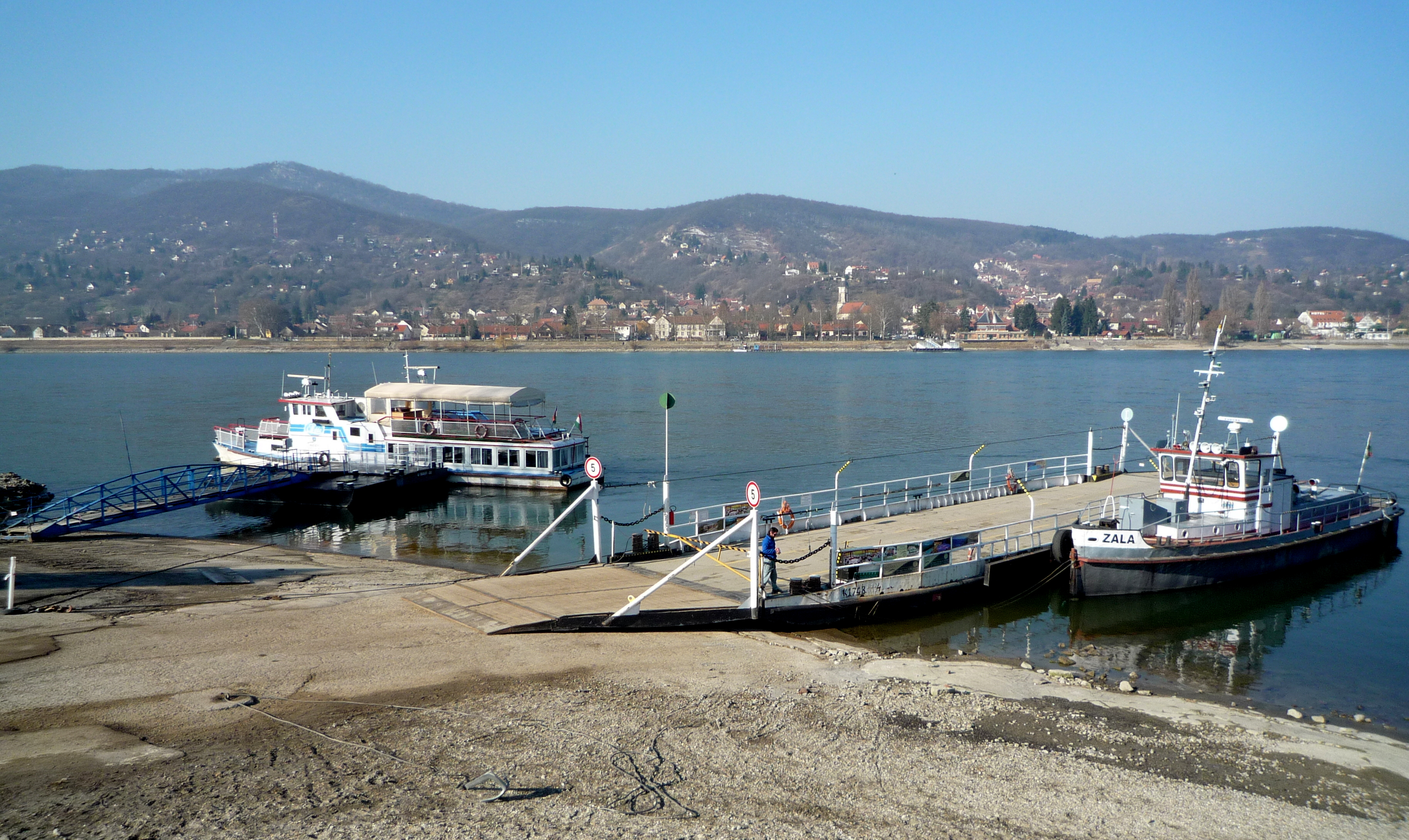
Nagymaros a visegrádi kikötő felől
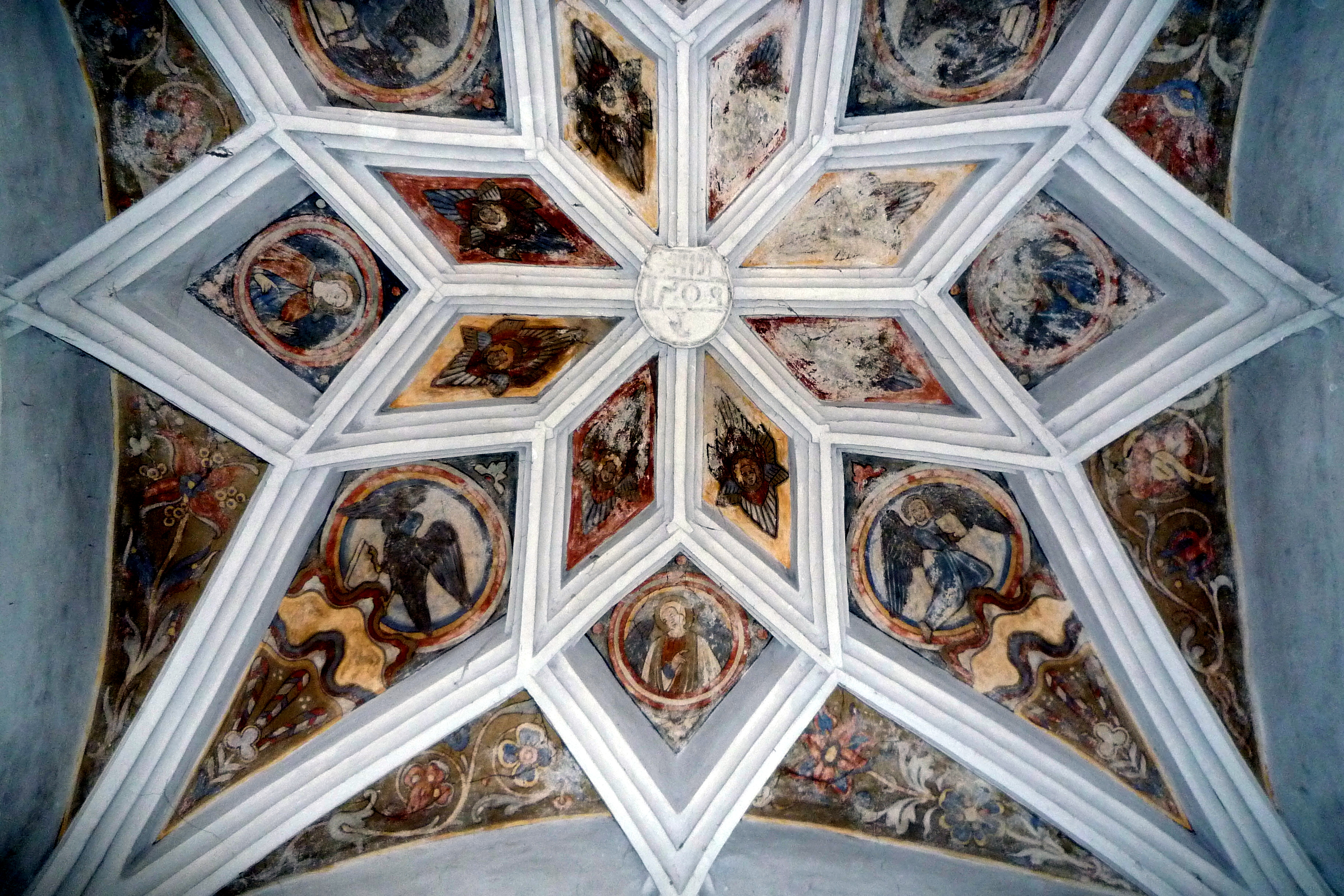
A katolikus templom tornyának földszinti boltozata
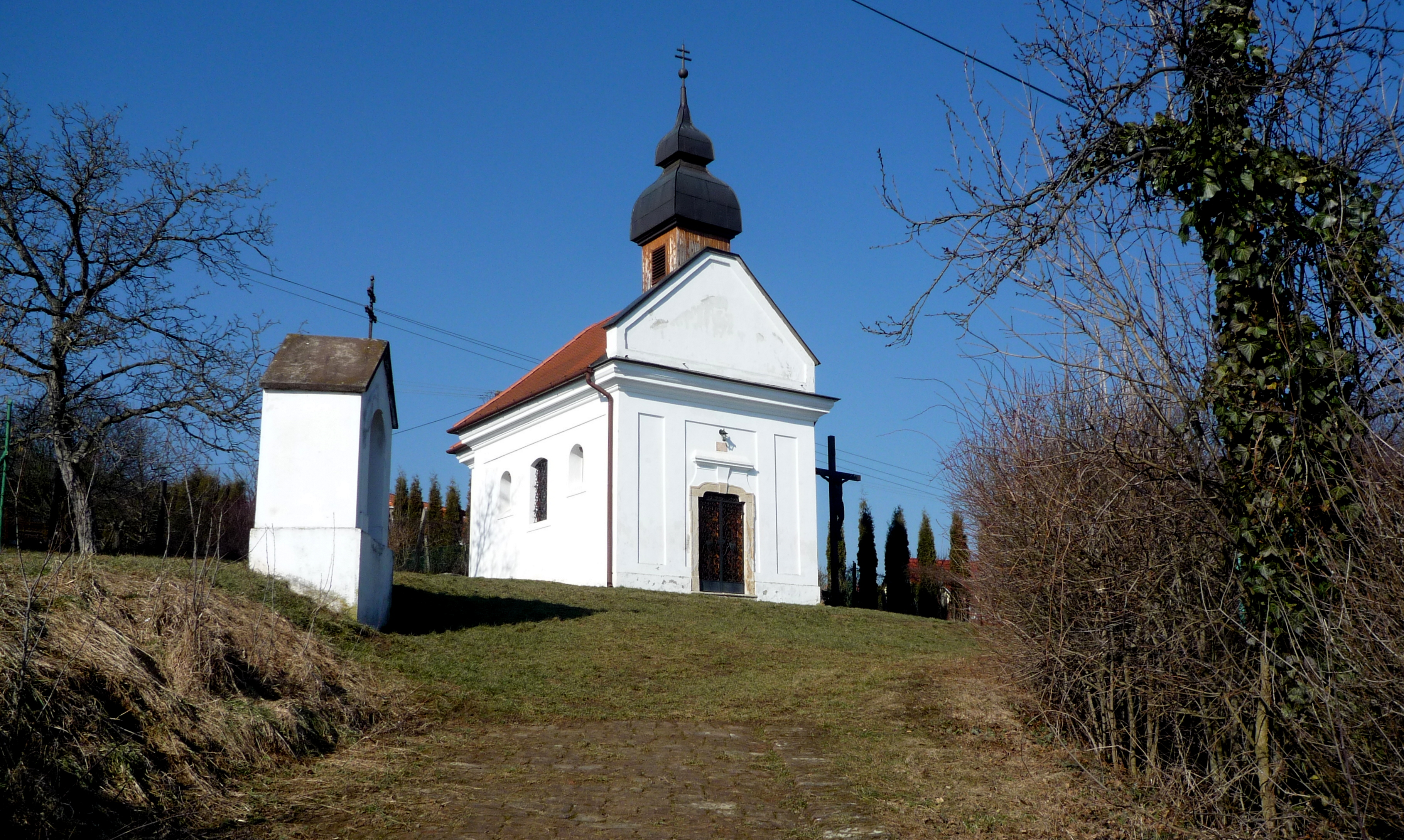
Kálvária kápolna
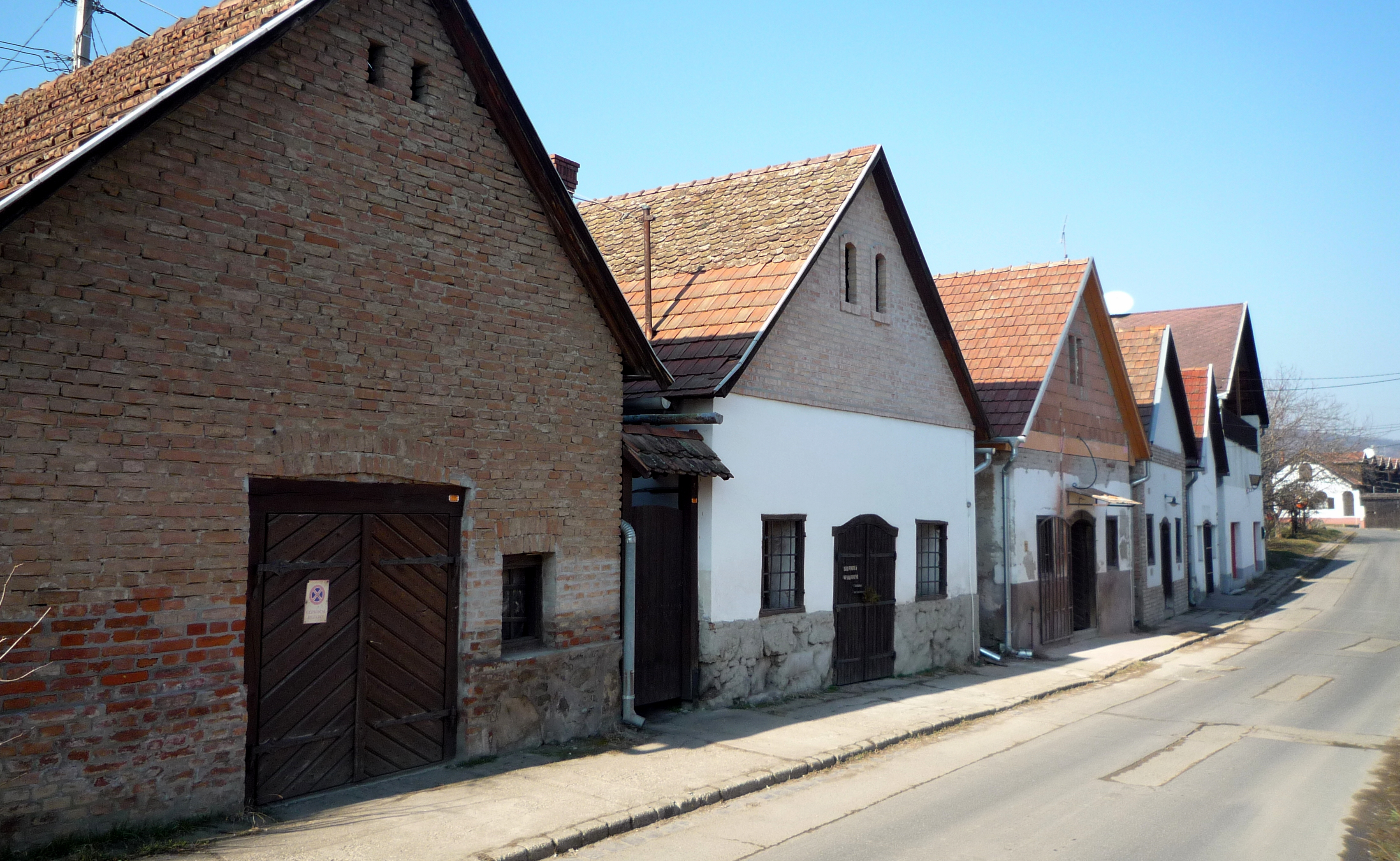
Pincesor
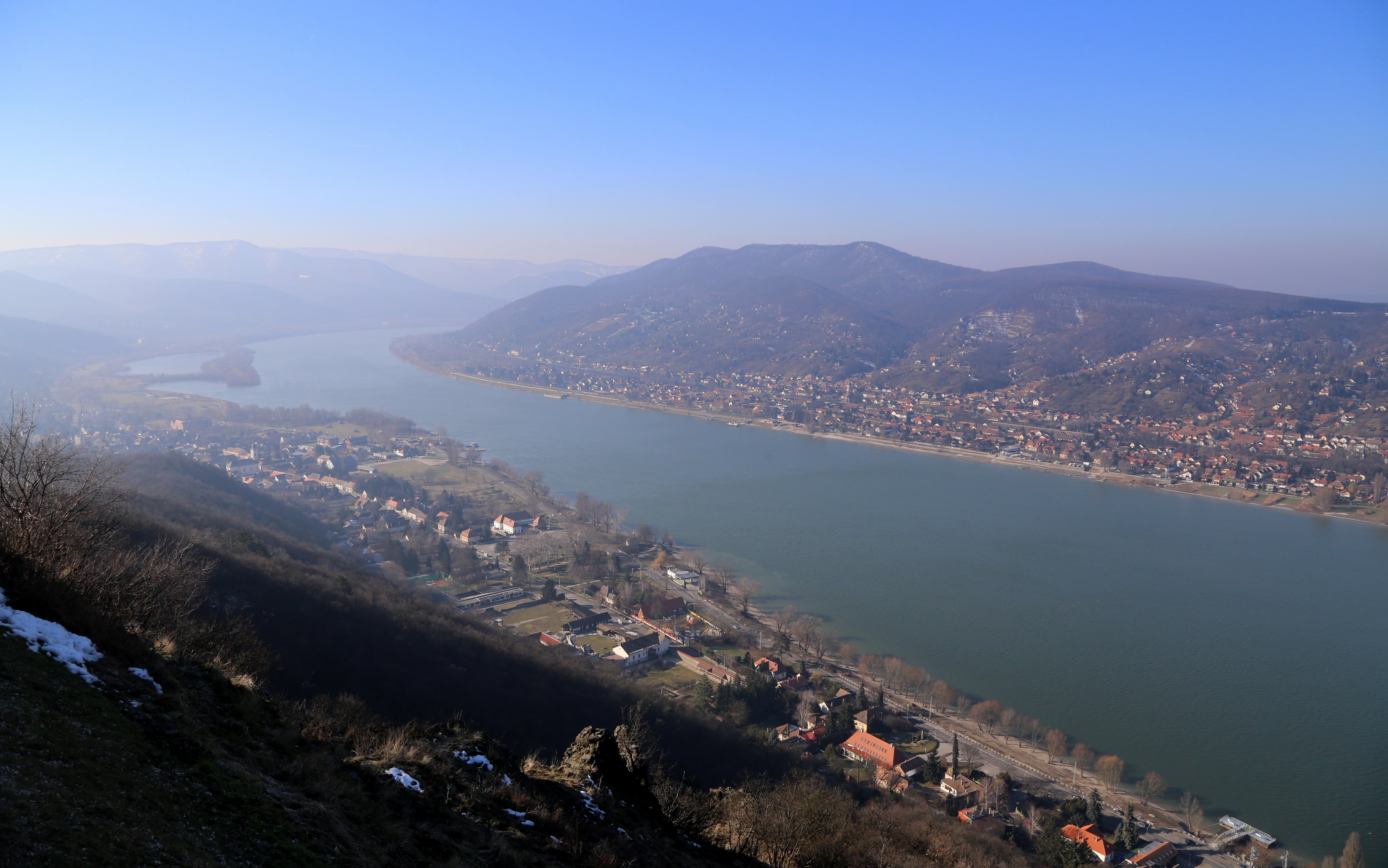
A település látványa a Visegrádi várból
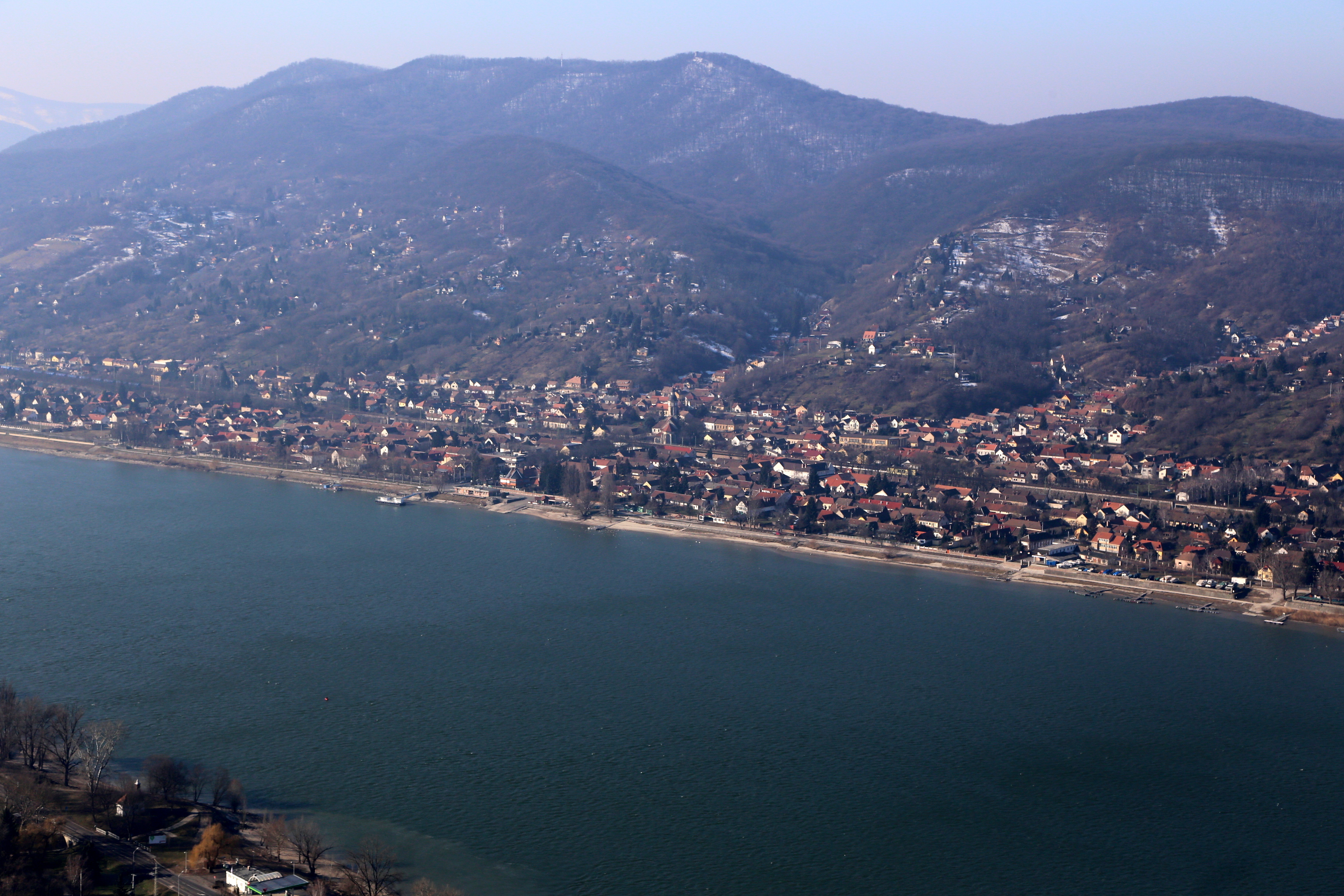
A település látványa a Visegrádi várból
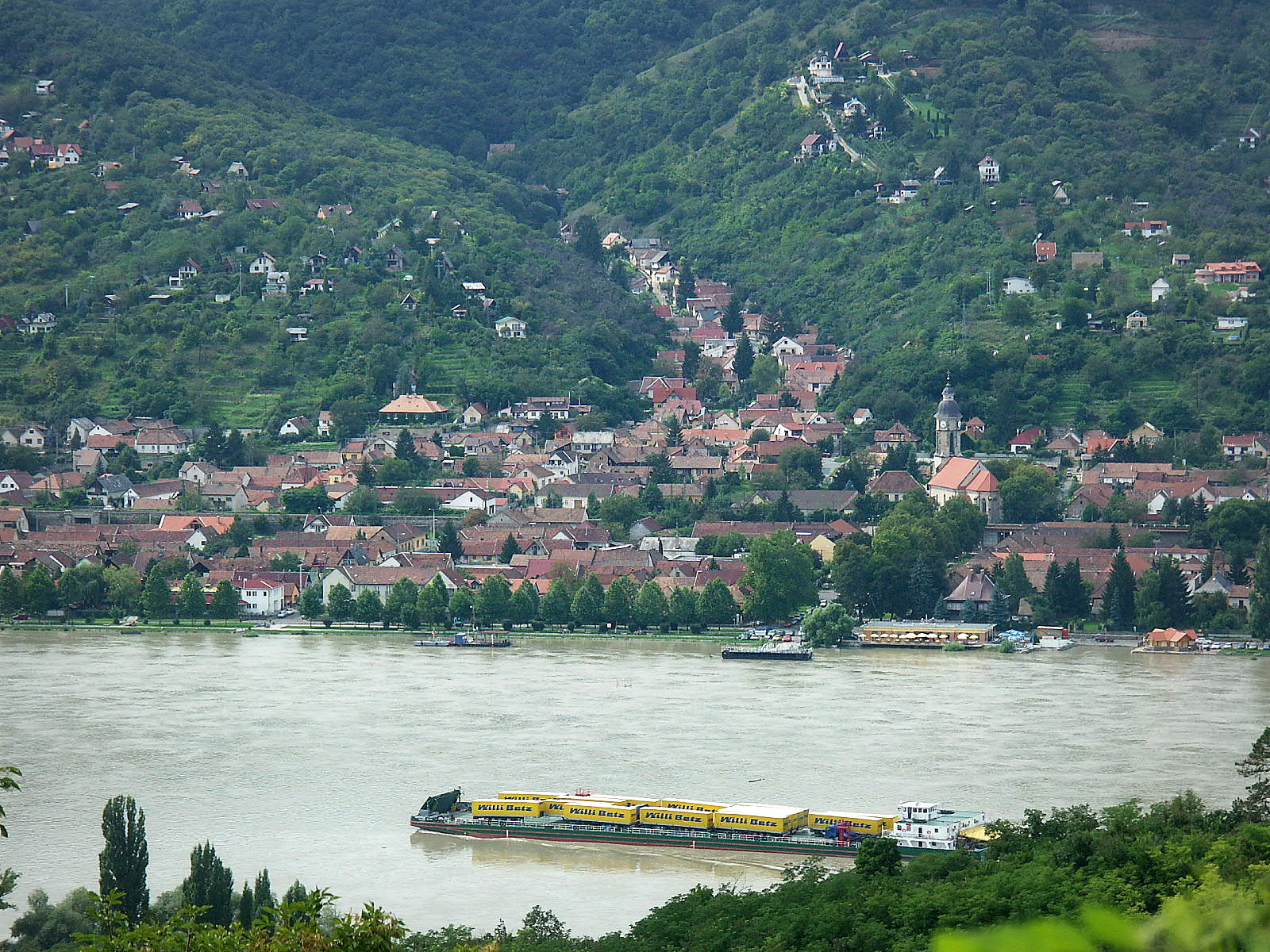
Nagymaros Visegrád felől
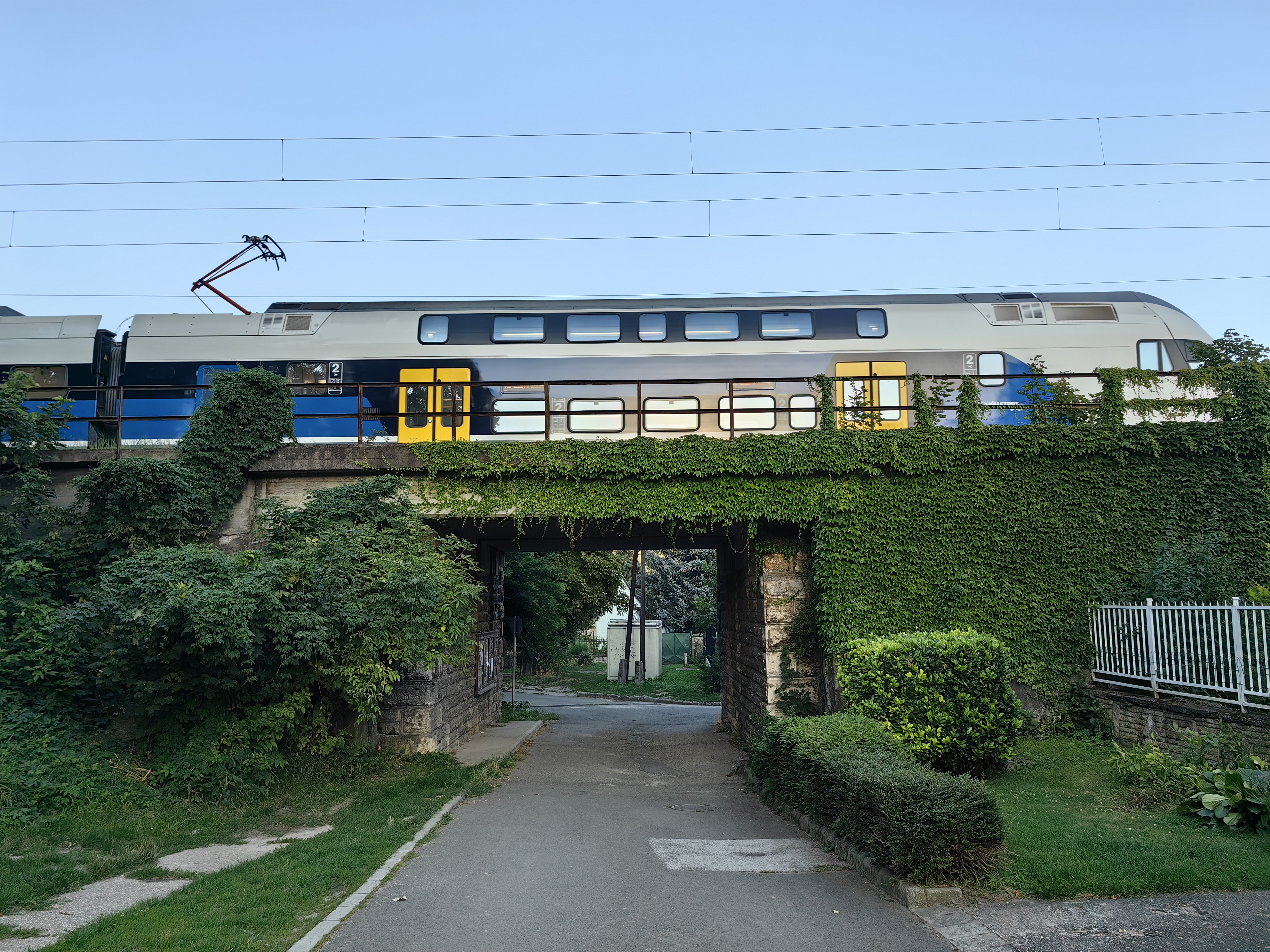
Nagymaros-Visegrád vasúti megállóhely egyik közúti aluljárója
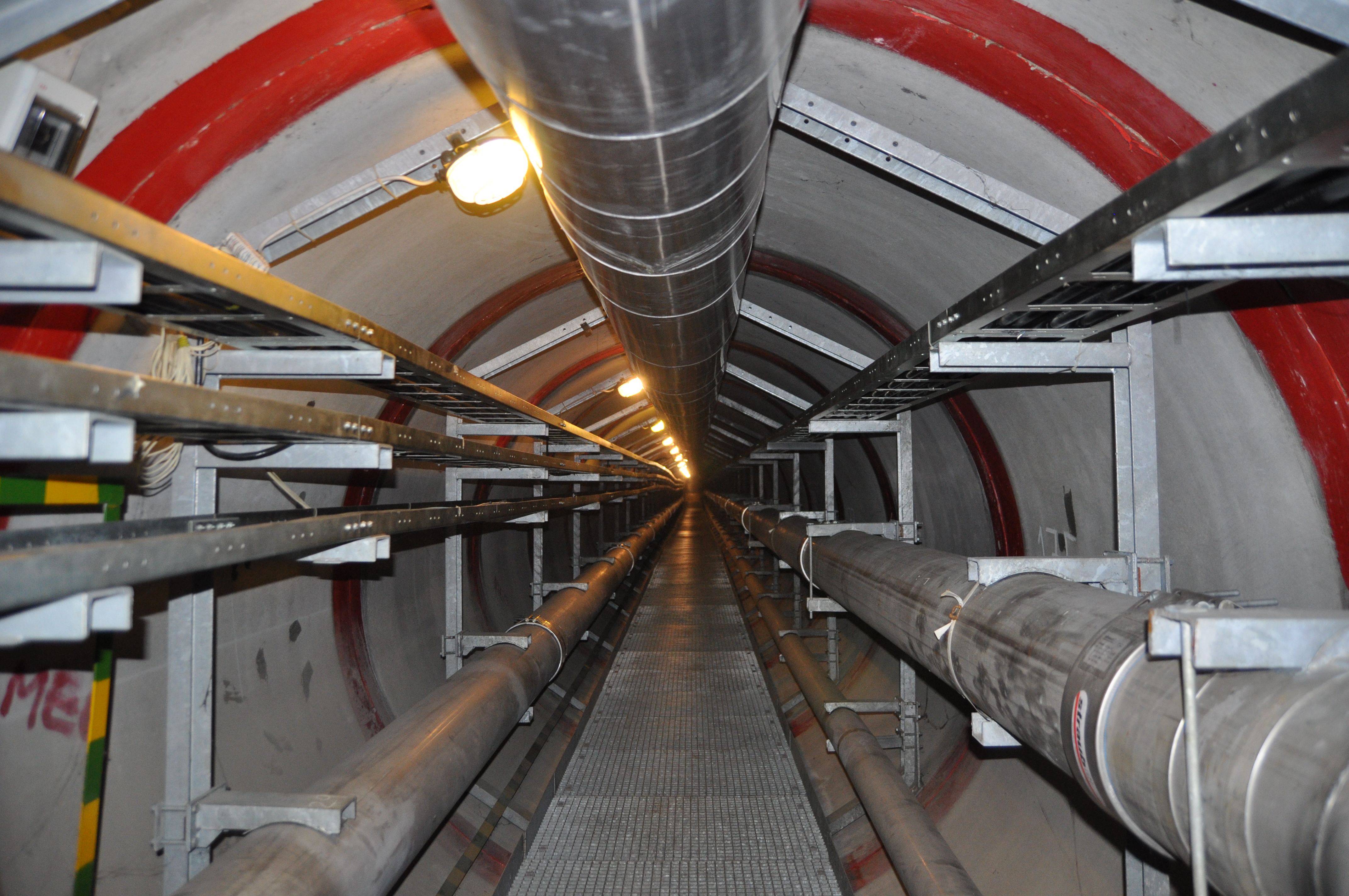
Közműalagút a Bős–nagymarosi vízlépcső tervezett duzzasztójának helyén

## Híres emberek
- Itt született Berndorfer Alfréd (1904–1985) orvos, sebész, orvostörténész, az orvostudományok kandidátusa (1961).
- Itt született 1906. február 18-án Hollósi Frigyes evezős, úszó, edző, sportvezető.
- Itt hunyt el 1958. január 4-én Kittenberger Kálmán híres Afrika-kutató, vadász, akinek egykori otthona még ma is megtalálható Nagymaroson (Sylvia Lak).
- Itt hunyt el 2009. április 15-én Gánti Tibor vegyészprofesszor, természetkutató, a Chemoton elmélet (az élet keletkezésének egy hipotézise) megalkotója.
- Itt élt Szabados György zongoraművész-zeneszerző, a város díszpolgára.
- Itt született Nagymarosi Mihály válogatott labdarúgó.
- Itt élt és hunyt el 2018. december 17-én Bálint Zsombor képzőművész, a Triptichon Galéria egykori vezetője.
- Itt született 1925. október 7-én Raszler Károly Kossuth-díjas grafikusművész, művészettörténész, egyetemi tanár.